# Lantéfontaine
Lantéfontaine è un comune francese di 774 abitanti situato nel dipartimento della Meurthe e Mosella nella regione del Grand Est.

## Società

### Evoluzione demografica
Abitanti censiti